# Skok malteških delfinov
Skok malteških delfinov je slovenski prevod romana malteškega pisatelja Francisa Ebejera iz leta 2011, ki se v angleškem izvirniku imenuje Leap of Malta Dolphins. Prevedel ga je Urban Belina.   
Govori o nasprotovanju prebivalcev ribiške skupnosti gradnji novega pristanišča.   

## Vir
- Francis Ebejer: Skok malteških delfinov. bel.si. pridobljeno 23. novembra 2020.